# Östernärkes domsagas tingslag
Östernärkes domsagas tingslag var ett tingslag i Örebro län.
Tingslaget bildades den 1 januari 1948 (enligt beslut den 10 juli 1947) genom av ett samgående av Askers och Sköllersta tingslag och Glanshammars och Örebro tingslag. 1971 upplöstes tingslaget och verksamheten överfördes till Örebro tingsrätt.
Tingslaget ingick i Östernärkes domsaga, bildad 1810.

## Kommuner
Tingslaget bestod den 1 januari 1952 av följande kommuner:
- Askers landskommun
- Axbergs landskommun
- Ekeby och Gällersta landskommun
- Glanshammars landskommun
- Mosjö landskommun
- Sköllersta landskommun
- Stora Mellösa landskommun
- Tysslinge landskommun